# Claudia Jessie
Claudia Jessie Peyton (Moseley, Birmingham, 30 de outubro de 1989) é uma atriz britânica. Ela é conhecida por seus papéis na terceira temporada do drama policial WPC 56 (2015) da BBC One e como Eloise Bridgerton, na aclamada série da Netflix, Bridgerton (2020-presente). Ela também apareceu na quarta temporada de Line of Duty (2017), o sitcom da Dave, Porters (2017-2019) e a minissérie da ITV, Vanity Fair (2018).

## Infância e juventude
Claudia Jessie Peyton nasceu em Moseley, e cresceu em um barco no canal. Ela passou parte de sua infância em Londres e estudou em casa desde os 14 anos, antes de retornar para Birmingham aos 17. Sua família teve dificuldades financeiras; Jessie descreveu as experiências que vieram com isso, como oficiais de justiça batendo na porta, como traumáticas.  Além disso, seus pais se separaram e seu pai não estava por perto. Sua mãe solteira, Dawn, trabalhava limpando casas para sustentar ela e seu irmão.
A mãe de Jessie também trabalhou para pagar suas aulas de balé na Challis School of Dance. Ela foi posteriormente descoberta pela estudante de direção Hannah Phillips, que a escalou para várias produções amadoras. Jessie treinou meio período na Susi Earnshaw Theatre School e passou um ano estudando na Birmingham Library Theatre Company. Ela então assinou com um agente em 2012.

## Carreira

### Trabalhos iniciais (2012 - 2016)
O primeiro papel profissional de Jessie foi em um curta-metragem intitulado Rosie em 2012. Ela seguiu com aparições nas novelas Doctors e Casualty. Ela apareceu em um episódio de House of Anubis,  e reprisou seu papel como Sophie Danae no filme para televisão Touchstone of Ra. Entre 2014 e 2016, Jessie estrelou a série para web da CBBC Online e vencedora do BAFTA, Dixi, como Shari. Em 2015, ela foi escalada como Annie Taylor, personagem principal da terceira temporada do programa de televisão da BBC One WPC 56. Ela foi convidada em Josh, interpretando o interesse amoroso do protagonista. Jessie atuou no curta-metragem Copy That de 2014, dirigido por Kingsley Hoskins, que ganhou o prêmio de Melhor Curta-Metragem de Comédia na TSFA em Nova York. Jessie fez sua estreia no cinema como Doris no filme de guerra de 2016, Their Finest.

### Avanço (2017 - presente)
Em 2017, ela estrelou como Jodie Taylor na quarta temporada de Line of Duty na BBC One e Lucy no sitcom da Dave, Porters, à qual ela retornaria para sua segunda temporada. No ano seguinte, ela interpretou Amelia Sedley na minissérie da ITV, Vanity Fair, de William Makepeace Thackeray. Ela também fez uma aparição especial no episódio "Kerblam!" de Doctor Who em 2018.
Em 2020, Jessie começou a interpretar Eloise Bridgerton, no drama de época da Netflix produzido pela Shondaland, Bridgerton, uma adaptação dos romances ambientados na Regência, de Julia Quinn. Jessie apareceu em Bali  2002 da Stan e 9Network, um drama australiano sobre os atentados de 2002 em Bali na vida real. Jessie interpretou a sobrevivente da vida real Polly Miller, uma turista britânica recém-casada. Por sua atuação, Jessie foi indicada ao Prêmio Logie de Melhor Atriz.
Em 2023, Jessie narrou o audiobook The Rebound de Leeanne Slade para Audible Original. Foi eleito um dos melhores livros da Audible de 2023. Ela tem um próximo papel na série Toxic Town da Netflix.

## Vida pessoal
Jessie falou sobre ter um namorado em 2015. Ela afirmou que é vegana e medita pelo menos uma hora por dia. Sua tia a apresentou ao Budismo de Nichiren, e Jessie o pratica regularmente desde os 17 anos por causa de sua saúde mental. Ela falou sobre suas experiências com ataques de pânico e ansiedade desde a infância, bem como sobre transtorno de despersonalização. Jessie é membro do grupo ativista climático Extinction Rebellion e se considera fã de George Monbiot.

## Filmografia

### Filmes
| Ano  | Título        | Papel                 | Notas          |
| ---- | ------------- | --------------------- | -------------- |
| 2012 | Rosie         | Rosie                 | Curta-metragem |
| 2014 | Copy That     | Beth                  | Curta-metragem |
| 2016 | Their Finest  | Doris Cleavely / Lily |                |
| TBD  | Night and Day | Freya                 | Curta-metragem |

### Television
| Ano           | Título                            | Papel                          | Notas                                           |
| ------------- | --------------------------------- | ------------------------------ | ----------------------------------------------- |
| 2012          | Doctors                           | Kate Marshall                  | Episódio (14.131): "Host Family"                |
| 2013          | House of Anubis                   | Sophia Danae                   | Episódio (3.20): "House of Eclipse"             |
| 2013          | House of Anubis: Touchstone of Ra | Sophia Danae                   | Telefilme                                       |
| 2013          | The Paradise                      | Mrs Douglas                    | Episódio (2.8)                                  |
| 2013          | Casualty                          | Jenny Anover                   | Episódio (28.11): "Crush Syndrome"              |
| 2014          | Doctors                           | Poppy Conroy                   | Papel recorrente, 12 Episódios                  |
| 2015          | WPC 56                            | WPC Annie Taylor               | Temporada 3, Papel principal, cinco episódios   |
| 2015          | Jonathan Strange & Mr Norrell     | Mary                           | 4 Episódios                                     |
| 2015          | Josh                              | Lucy                           | Episódio: "Suited and Booted"                   |
| 2015          | Bull                              | Faye                           | 3 Episódios                                     |
| 2016          | Call the Midwife                  | Jeanette Su                    | Episódio (5.3)                                  |
| 2017          | Father Brown                      | Joan Vanderlande               | Episódio (5.2): "The Labyrinth of the Minotaur" |
| 2017          | Carters Get Rich                  | Charity Worker                 | Episódio: "Bad Press"                           |
| 2017          | Line of Duty                      | Detetive Policial Jodie Taylor | 6 Episódios (temporada 4)                       |
| 2017          | Detectorists                      | Doutora Hoffman                | 1 Episódio                                      |
| 2017          | Comedy Blaps                      | Danielle                       | Episódio: "Furious Andrew"                      |
| 2017–2019     | Porters                           | Lucy                           | Elenco principal                                |
| 2018          | Lovesick                          | Tasha                          | Episódio: "Tasha"                               |
| 2018          | Vanity Fair                       | Amelia Sedley                  | Minissérie; Elenco principal                    |
| 2018          | Doctor Who                        | Kira Arlo                      | Episódio (11.7): "Kerblam!"                     |
| 2019          | Defending the Guilty              | Nessa                          | Elenco principal                                |
| 2020–presente | Bridgerton                        | Eloise Bridgerton              | Elenco principal                                |
| 2022          | Bali 2002                         | Polly Miller                   | Minissérie                                      |

### Web
| Ano       | Série | Papel | Notas           |
| --------- | ----- | ----- | --------------- |
| 2014–2016 | Dixi  | Shari | Papel principal |

### Áudio
| Ano  | Título          | Papel        | Notas            |
| ---- | --------------- | ------------ | ---------------- |
| 2017 | Tolkien in Love | Edith        | Radio 4 Drama    |
| 2023 | The Rebound     | Kitty Harris | Audible Original |

## Prêmios e indicações
| Ano  | Prêmio                     | Categoria                                      | Trabalho   | Resultado | Ref.   |
| ---- | -------------------------- | ---------------------------------------------- | ---------- | --------- | ------ |
| 2021 | Screen Actors Guild Awards | Melhor Performance de Elenco em Série de Drama | Bridgerton | Indicada  | [ 23 ] |
| 2023 | Logie Awards               | Melhor Atriz                                   | Bali 2002  | Indicada  |        |

## Links externos
- Claudia Jessie. no IMDb.
- Claudia Jessie no Spotlight